# Pandemonium 2
Pandemonium 2 (commercializzato in Giappone come Miracle Jumpers (ミラクルジャンパーズ?, Mirakuru Janpāzu)) è un videogioco a piattaforme, sequel di Pandemonium, pubblicato dalla Crystal Dynamics per PlayStation e PC.

## Trama
Pandemonium 2 è un gioco psichedelico: in particolare, esegue il rendering di personaggi e ambienti con poligoni e utilizza una fotocamera 3D per creare l'aspetto 3D, mentre il gameplay è in realtà su un piano 2D.
I personaggi principali sono Fargus (un giullare piromane) e Nikki (una aspirante maga), entrambi alla ricerca di una cometa dai leggendari poteri. Obiettivo del gioco è raggiungere la cometa (impersonando Fargus o Nikki) prima che essa sia raggiunta dalla malvagia Regina Zorrscha, che intende usarla per conquistare il mondo.
All'inizio di ciascun livello, il giocatore può scegliere quale dei due personaggi utilizzare. Ognuno di essi ha una mossa caratteristica: Fargus può eseguire colpi in acrobazia mentre Nikki può attuare dei doppi salti. Sparsi per i livelli si trovano dei potenziamenti che permettono ad entrambi i personaggi di colpire i nemici con attacchi magici di vario genere. Il finale del gioco varia in base al personaggio che sconfigge il boss finale. Se Nikki riesce nella ricerca, ottiene il controllo dell'universo. Se lo fa Fargus, crea un mondo in cui sono i fiori e gli alberi, così come il sole, il che fa sì che Sid (la testa animata sul bastone) fumi sino al punto in cui esplode la sua testa. 
Le abilità dei personaggi del giocatore sono state ampliate rispetto a quelle del primo Pandemonium con la capacità di arrampicarsi sulle corde, gattonare e tirarsi su dalle sporgenze. Durante la missione, i giocatori possono guadagnare vite extra raccogliendo tesori. Poteri unici raccolti durante il gioco possono sostituire, estendere o aggiungere poteri precedenti, a seconda del personaggio in gioco e del potere che è stato ottenuto. I personaggi gestiscono i poteri unici in modo diverso. Ad esempio, la raccolta della "potenza di fuoco" consente a Nikki di sparare palle di fuoco distruttive, mentre garantisce a Fargus l'invincibilità e un tocco mortale, ma richiede che si muova costantemente in avanti. Le macchine e le attrezzature sono disponibili anche durante il gioco, sebbene siano legate ad alcune aree. Ci sono quattro fasi boss, impostate dopo che un blocco di fasi è stato completato. Distruggere i boss di solito comporta piccoli enigmi, come catapultare palle di fuoco contro un boss volante o sopravvivere all'assalto di un boss mecha gigante mentre è in equilibrio sul retro di un grande carro armato in rapido movimento.
Se il giocatore raccoglie più dell'80% del tesoro in un livello, avrà accesso al livello bonus Boarder Run, in cui deve scivolare lungo un percorso raccogliendo tesori, mantenendo contemporaneamente il vortice. Il fallimento in Boarder Run non costa la vita del giocatore; invece completando con successo Boarder Run, il giocatore guadagnerà almeno una vita extra.Il giocatore inizia con quattro punti ferita per rappresentare la salute. Attraverso i bonus, questo può essere espanso fino a un massimo di 16. Per raggiungere i punti ferita massimi, il giocatore deve trovare uno dei numerosi "pezzi vita" nelle aree nascoste del gioco. Quando tutti i punti vengono persi, il personaggio perde una vita e ritorna all'ultimo checkpoint. Quando tutte le vite sono perse, il gioco è finito.